# Scotopteryx roesleri
Scotopteryx roesleri là một loài bướm đêm trong họ Geometridae.